# Megurine Luka
Megurine Luka (巡音ルカ, Megurine Ruka) é uma cantora virtual japonesa desenvolvida pela Crypton Future Media a 30 de janeiro de 2009, para o software de síntese de voz Vocaloid. Seu nome agrupa as palavras "Meguri" (巡, "ao redor") e "ne" (音, "som"), enquanto o nome Luka provém das palavras japonesas homónimas: "Nagare" (流, "fluxo") e "ka" (歌, "canção") ou "ka" (香, "perfume"). O significado da união destas palavras é: "canções de todo o mundo que espalham-se como perfume".

## História
Ao contrário das outras personagens precedentes, a Crypton Future Media desenvolveu e publicou a base de dados vocal de Luka como bilíngue, entre a língua japonesa e a língua inglesa. No entanto, como aconteceu com os cantores Kagamine Rin e Len, uma segunda base de dados vocal foi disponibilizada antes da publicação do software, dando uma oportunidade efetiva para cantar em inglês.
O character design de Megurine Luka foi feito pelo ilustrador japonês Kei, que já havia criado a aparência de Hatsune Miku e dos gémeos Kagamine Rin e Len. Ao contrário das personagens anteriores da franquia, seu traje não se baseia num uniforme escolar japonês. Kei afirmou que cederia à sua natureza bilíngue. O seu design foi criado de forma assimétrica, para ser diferente, dependendo do ângulo em que se olha para ela. Yū Asakawa é a seiyū (dobradora japonesa) de Megurine Luka.

## Média
Tal como as outras mascotes da franquia, Megurine Luka também é uma das personagens das séries de jogos eletrónicos Hatsune Miku: Project DIVA. Megurine Luka e Hatsune Miku foram as mascotes escolhidas, para um software que ensina a língua inglesa aos japoneses.